# لوك ووكر
لوك ووكر (بالإنجليزية: Luke Walker)‏ هو لاعب هوكي الجليد أمريكي، ولد في 19 فبراير 1990 في نيو هيفن في الولايات المتحدة.

## وصلات خارجية
- لوك ووكر على موقع دوري الهوكي الوطني (الإنجليزية)
- لوك ووكر على موقع EliteProspects.com (الإنجليزية)
- لوك ووكر على موقع HockeyDB.com (الإنجليزية)